# Кремер, Альфред фон
Альфред фон Кремер (нем. Alfred von Kremer; 1828—1889) — австрийский востоковед.
Был профессором арабского языка в Вене, консулом в Каире, членом Международной дунайской комиссии, генеральным консулом в Бейруте, в 1880—1881 министром торговли Австрии.
Главные труды фон Кремера:
- «Средняя Сирия и Дамаск» (нем. «Mittelsyrien und Damascus», 1853);
- «Египет» (нем. «Aegypten», 1863);
- «О южноарабских преданиях» (нем. «Ueber die südarabische Sage», 1866);
- «История господствующих представлений ислама» (нем. «Geschichte der herrschenden Ideen des Islams», 1868);
- «История восточной культуры эпохи халифата» (нем. «Kulturgeschichte des Orients unter den Kalifen», 1875—1877);
- и др.

Особняком стоит книга «Национальная идея и государство» (нем. «Nationalitätsidee und Staat», 1885), в которой Кремер борется с клерикальными тенденциями внутренней политики Австрии.